# Kristi Menighed (Frikirke)
Kristi Menighed (engelsk: Christ's Assembly) var en dansk frikirke i døbersk-pietistisk tradition.
Frikirken blev oprettet i 1960erne af Johannes Thalitzer og viderførte Den amerikanske brødremenigheds arbejde i Danmark. Thalitzer havde i 1950erne stiftet bekendtskab med Schwarzenau Brethren (tunkere) i Nordamerika, som har rødder både i anabaptismen (mennonitter) og den radikale pietisme. Kristi Menighed selv så sig også i tradition med Jakob Denner, mennoniterne og især zionitterne, en dansk-norsk frikirke fra 1700-tallet.
Thalitzer købte i 1962 den tidligere badeanstalt i Østerbrogade 55 i Brumleby-kvarteret i København og indrettede her et menighedslokale. Et andet menighedshus blev oprettet i Nørregade 64 i Frederiksværk. Efter Thalitzers død i november 1994 nedlagde de resterende medlemmer menigheden.